# 阳朔小野芝麻
阳朔小野芝麻（学名：Galeobdolon yangsoense），为唇形科小野芝麻属下的一个植物种。